# Emmanuel Ragondet
Emmanuel Ragondet (La Seyne-sur-Mer, 6 agosto 1987) è un pallavolista francese.
Gioca nel ruolo di schiacciatore nel Rennes.

## Carriera
Inizia la sua carriera professionistica nell'Arago de Sète, rimanendovi per 5 stagioni consecutive. Dopo le prime stagioni da non titolare, trova conferme in quella 2007-2008 con una media di 13,5 punti a partita. Nel 2011 passa al Paris Volley, squadra della capitale francese. Cambia ancora squadra appena un anno dopo, approdando al Tours, con i quali vincerà ben 3 trofei stagionali, campionato: Coppa e Supercoppa. Nonostante la buonissima annata, cambia nuovamente squadra, la terza in tre anni e viene ingaggiato dal Gazélec Ajaccio, ottenendo la prima storica qualificazione del club corso alla Coppa CEV. Nel 2014 viene ceduto al Cannes e vi resta per 3 stagioni, l'ultima delle quali si conclude con la retrocessione in Ligue B. Dal 2017 è in forze al Rennes.
Ha partecipato e ed è vice campione del Campionato europeo pre-juniores 2005 e del Campionato europeo juniores 2006 con le nazionali giovanili francesi.
A partire dal 2007 è stato convocato ed ha giocato più volte per la nazionale maggiore francese.

## Palmarès
- Campionato francese: 1

2012-13
- Coppa di Francia: 1

2012-13
- Supercoppa francese: 1

2012

### Nazionale (competizioni minori)
- Campionato europeo pre-juniores 2005
- Campionato europeo juniores 2006

### Premi individuali
- 2004 - Campionato europeo juniores: Miglior ricevitore
- 2005 - Campionato europeo pre-juniores: Miglior servizio